# ماكسيمو سوتو غوميز
ماكسيمو سوتو غوميز (بالإسبانية: Máximo Soto Gómez)‏ هو سياسي مكسيكي، ولد في 11 مايو 1949 بمدينة مكسيكو في المكسيك. حزبياً، نشط في حزب العمل الوطني. وقد انتخب عضو مجلس النواب المكسيك.